# Panneau d'indication d'une piste ou bande cyclable conseillée et réservée aux cycles en France
Le panneau d’indication d’une voie conseillée et réservée aux cyclistes est, en France, un panneau de signalisation carré à fond bleu, bordé d’un listel blanc, portant en son centre un pictogramme de couleur blanche représentant une bicyclette. Il est codifié C113. La fin de section est indiquée par un panneau C114, similaire au panneau C113, avec une barre diagonale rouge.

## Usage

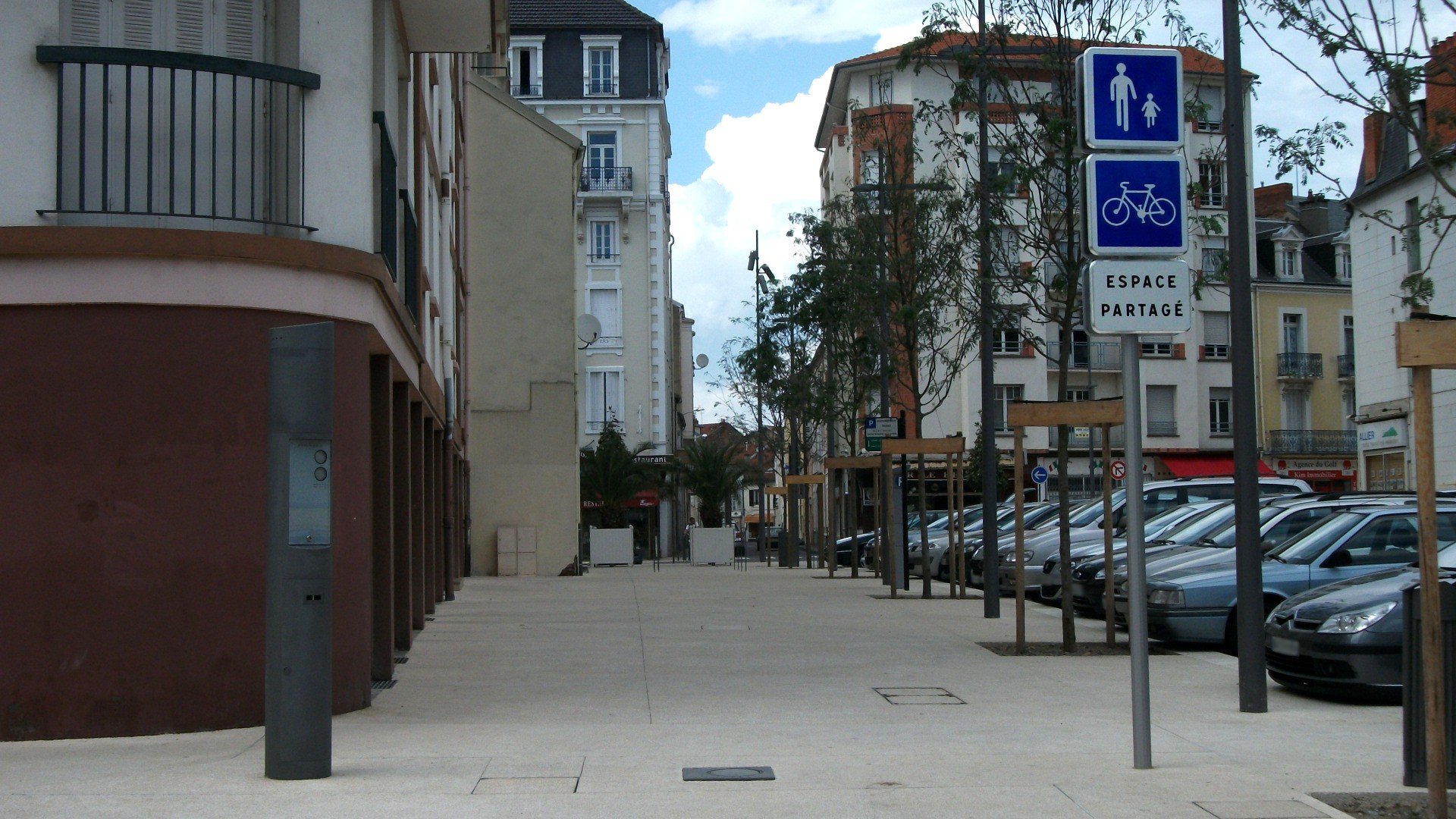
Début d’une piste cyclable (dans ce cas, avec le panneau d’aire piétonne)

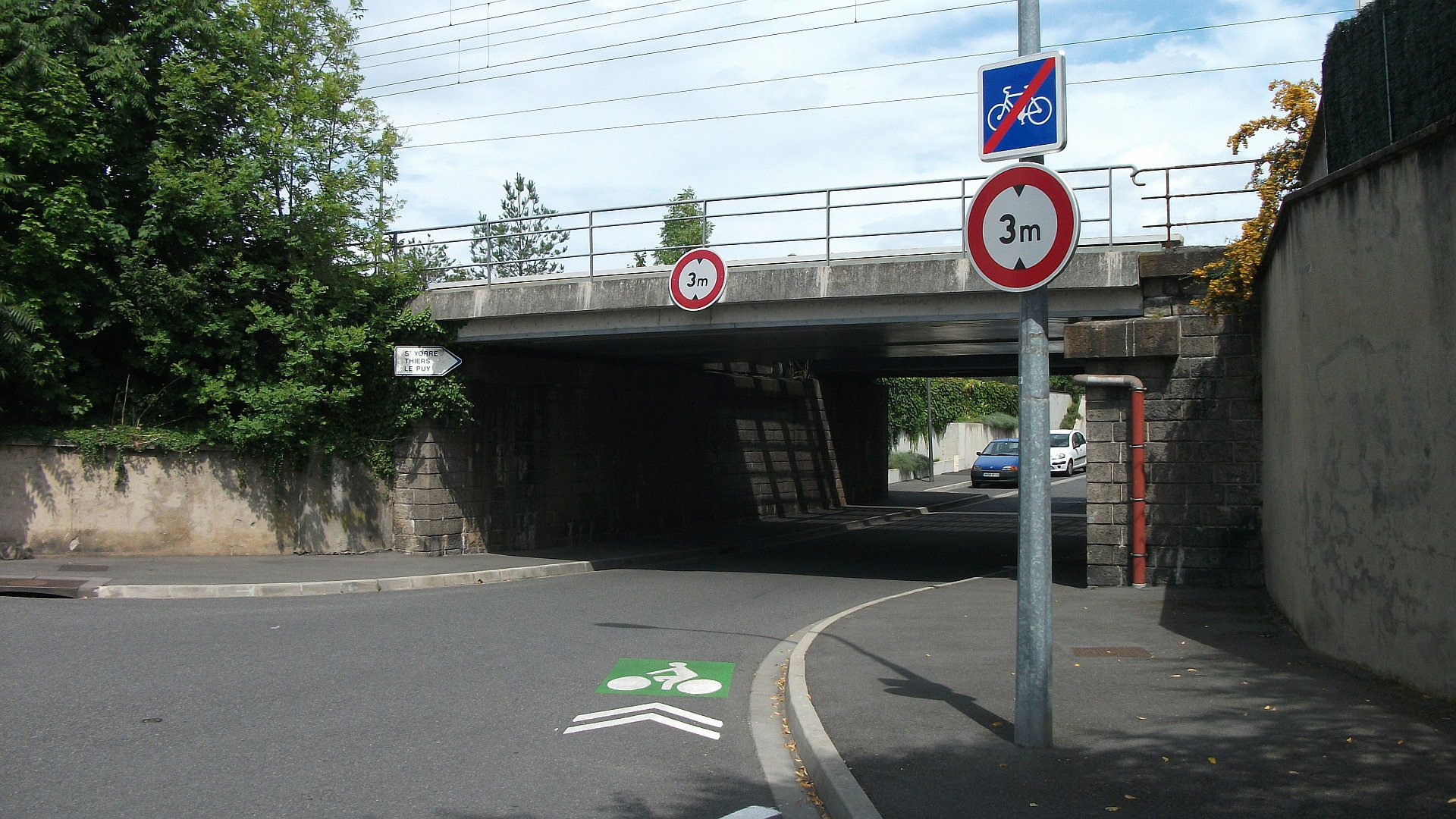
Fin d’une piste ou bande cyclable (complété par un autre panneau) mais la route continue comme voie partagée (cf. marquage)

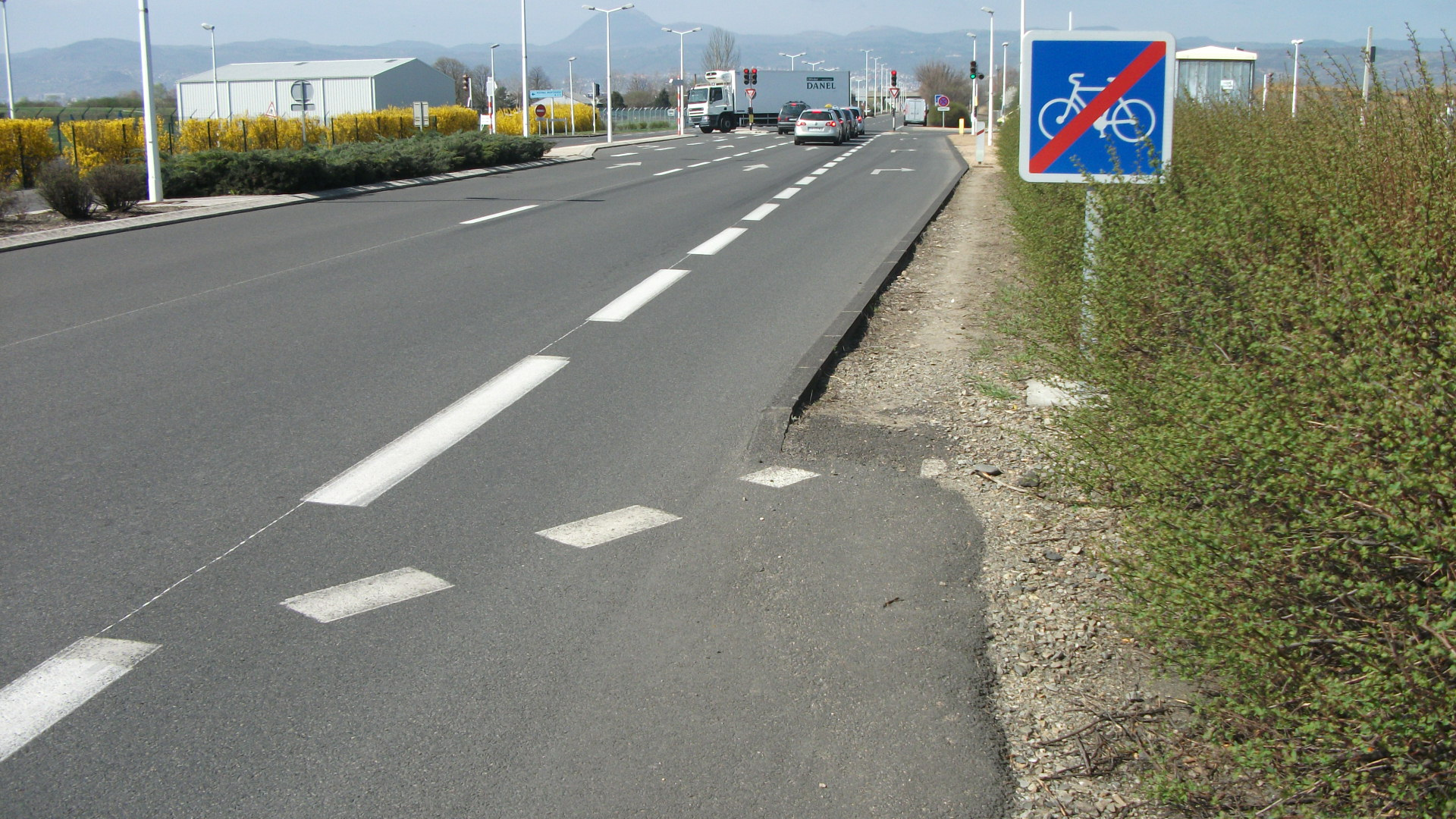
Fin de bande cyclable sur une route départementale

La signalisation des voies conseillées et réservées aux cyclistes est obligatoire et est assurée au moyen du panneau C113. Celui-ci doit être exclusivement implanté en signalisation de position. Il peut être complété par les panonceaux M3 et M4.
La signalisation de fin des voies conseillées et réservées aux cyclistes est assurée au moyen du panneau C114. Implanté en signalisation de position, il ne doit pas être complété par un panonceau. Il peut aussi être implanté en présignalisation, dans ce cas il doit être complété par un panonceau M1.
Dans la définition de ce panneau (Arrêté 2000-12-26 art. 1 JORF 13 janvier 2001), il est indiqué "Ce signal indique que l'accès à une piste ou à une bande cyclable est conseillé et réservé aux cycles à deux ou trois roues et notifie aux conducteurs des autres véhicules qu'ils n'ont pas le droit d'emprunter cet aménagement ni de s'y arrêter."

## Caractéristiques
Il existe sept gammes de dimensions pour les panneaux d’indication C113 et C114, de forme carrée, contrairement aux autres familles de panneaux triangulaires, ronds ou le STOP qui en comprennent cinq. Les deux dimensions complémentaires sont les dimensions dites « supérieure » (1 200 mm de côté nominal) et « exceptionnelle » (1 500 mm de côté nominal).

## Implantation

### Distance latérale
Sauf contrainte de site, la distance entre l’aplomb de l’extrémité du panneau situé du côté de la chaussée et la rive voisine de cette extrémité ne doit pas être inférieure à 0,70 m.
En rase campagne, les panneaux sont placés en dehors de la zone située en bord de chaussée et traitée de telle façon que les usagers puissent y engager une manœuvre de redirection ou de freinage dite « zone de récupération », ou leur support au minimum à 2 m du bord voisin de la chaussée, à moins que des circonstances particulières s'y opposent (accotements étroits, présence d'une plantation, d'une piste cyclable, d'une voie ferrée, etc.).
En agglomération, les panneaux sont placés de manière à minimiser la gêne des piétons.
Le support d'un signal peut aussi être implanté sur une propriété riveraine ou ancré à une façade après accord du propriétaire ou par application si cela est possible en vertu du décret-loi du 30 octobre 1935 et du décret 57180 du 16 février 1957.

### Hauteur au-dessus du sol
En rase campagne, la hauteur réglementaire est fixée en principe à 1 m (si plusieurs panneaux sont placés sur le même support, cette hauteur est celle du panneau inférieur), hauteur assurant généralement la meilleure visibilité des panneaux frappés par les feux des véhicules. Elle peut être modifiée compte tenu des circonstances locales soit pour assurer une meilleure visibilité des panneaux, soit pour éviter qu’ils masquent la circulation.
En agglomération, lorsqu’il y a un éclairage public, les panneaux peuvent être placés à une hauteur allant jusqu’à 2,30 m pour tenir compte notamment des véhicules qui peuvent les masquer, ainsi que de la nécessité de ne gêner qu'au minimum la circulation des piétons.

### Position de la face
Le plan de face avant d’un panneau implanté sur accotement ou trottoir doit être légèrement incliné de 3 à 5° vers l’extérieur de la route afin d’éviter le phénomène de réflexion spéculaire qui peut, de nuit, rendre le panneau illisible pendant quelques secondes.

## Visibilité de nuit
Les panneaux et panonceaux de signalisation doivent être visibles et garder le même aspect de nuit comme de jour. Les signaux d’indication sont tous rétroréfléchissants ou éventuellement dans certaines conditions définies ci-dessous, éclairés.
Les revêtements rétroréfléchissants doivent avoir fait l’objet, soit d’une homologation, soit d’une autorisation d’emploi à titre expérimental. La rétroréflectorisation porte sur toute la surface des panneaux et panonceaux à l’exception des parties noires ou grises.